# Basquete na América do Sul
O basquetebol da América do Sul, em termos de competição interclubes, tem como principal torneio a Liga Sul-Americana, que foi disputada pela primeira vez em 1996. Desde então, só uma edição deixou de ser realizada, em 2003.
Desde 2007, passou a ser jogada também a Liga das Américas, que reuniu também equipes do México e da América Central. A Liga das Américas é considerada a principal competição da região, relegando a Liga Sul-Americana o 2º nível. Em 2019, a Liga das Américas foi sustituída pela Champions League Américas.
A competição interclubes mais antiga na América do Sul, foi o Campeonato Sul-Americano de Clubes Campeões (1946-2008), até o surgimento do Campeonato Pan-Americano de Clubes (1993) e da Liga Sul-Americana de Basquete (1996). 
As duas principais forças de basquetebol no sub-continente sul-americano são Brasil e Argentina, que monopolizam os títulos continentais. Abaixo, está apresentado um resumo dos campeões do continente a partir de 1990.

## Campeões
| Temporada | Liga Argentina     | Liga Brasileira        | Liga Uruguaia     | Campeonato Sul Americano de Clubes | Liga Sul Americana | Campeonato Pan Americano de Clubes | Liga das Américas | Champions League Américas |
| --------- | ------------------ | ---------------------- | ----------------- | ---------------------------------- | ------------------ | ---------------------------------- | ----------------- | ------------------------- |
| 1989/1990 | Atenas             | Franca                 | Bigua             | Trotamundos                        | —                  | —                                  | —                 | —                         |
| 1990/1991 | Gimnasia Pedernera | Franca                 | Cordón            | Franca                             | —                  | —                                  | —                 | —                         |
| 1991/1992 | Atenas             | Rio Claro              | Cordón            | Franca                             | —                  | —                                  | —                 | —                         |
| 1992/1993 | Gimnasia Pedernera | Franca                 | Cordón            | Biguá                              | —                  | —                                  | —                 | —                         |
| 1993/1994 | Peñarol            | Corinthians-RS         | Hebraica y Macabi | Atenas                             | —                  | Franca                             | —                 | —                         |
| 1994/1995 | Independiente      | Rio Claro              | Cordón            | Atenas                             | —                  | Franca                             | —                 | —                         |
| 1995/1996 | Olimpia V.T.       | Corinthians            | Cordón            | Rio Claro                          | Olimpia V.T.       | Rio Claro                          | —                 | —                         |
| 1996/1997 | Boca Juniors       | Franca                 | Welcome           | Independiente                      | Atenas             | Atenas                             | —                 | —                         |
| 1997/1998 | Atenas             | Franca                 | Welcome           | —                                  | Atenas             | Franca                             | —                 | —                         |
| 1998/1999 | Atenas             | Franca                 | Welcome           | Vasco                              | Vasco              | Franca                             | —                 | —                         |
| 1999/2000 | Estudiantes        | Vasco                  | Welcome           | Vasco                              | Vasco              | Estudiantes                        | —                 | —                         |
| 2000/2001 | Estudiantes        | Vasco                  | Cordón            | Trotamundos                        | Estudiantes        | —                                  | —                 | —                         |
| 2001/2002 | Atenas             | Bauru                  | Cordón            | Delfines Cabimas                   | Libertad           | —                                  | —                 | —                         |
| 2002/2003 | Atenas             | COC Ribeirão Preto     | Defensor          | Delfines Miranda                   | —                  | —                                  | —                 | —                         |
| 2003/2004 | Boca Juniors       | Unit Uberlândia        | Defensor          | Delfines Miranda                   | Atenas             | —                                  | —                 | —                         |
| 2004/2005 | Ben Hur            | Telemar Rio de Janeiro | Salto             | Boca Juniors                       | Unit Uberlândia    | —                                  | —                 | —                         |
| 2005/2006 | Gimnasia Comodoro  | —                      | Trouville         | Boca Juniors                       | Ben Hur            | —                                  | —                 | —                         |
| 2006/2007 | Boca Juniors       | Lobos Brasília         | Malvin            | Boca Juniors                       | Libertad           | —                                  | —                 | —                         |
| 2007/2008 | Libertad           | Flamengo               | Bigua             | Minas                              | R. Corrientes      | —                                  | Peñarol           | —                         |
| 2008/2009 | Atenas             | Flamengo               | Bigua             | Bigua                              | Flamengo           | —                                  | Lobos Brasília    | —                         |
| 2009/2010 | Peñarol            | Lobos Brasília         | Defensor          | —                                  | Quimsa             | —                                  | Peñarol           | —                         |
| 2010/2011 | Peñarol            | Lobos Brasília         | Malvin            | —                                  | Lobos Brasília     | —                                  | R. Corrientes     | —                         |
| 2011/2012 | Peñarol            | Lobos Brasília         | Hebraica y Macabi | —                                  | Obras S.           | —                                  | Pioneros          | —                         |
| 2012/2013 | R. Corrientes      | Flamengo               | Aguada            | —                                  | Corrientes         | —                                  | Pinheiros         | —                         |
| 2013/2014 | Peñarol            | Flamengo               | Malvin            | —                                  | Lobos Brasília     | —                                  | Flamengo          | —                         |
| 2014/2015 | Quimsa             | Flamengo               | Malvin            | —                                  | Bauru              | —                                  | Bauru             | —                         |
| 2015/2016 | San Lorenzo        | Flamengo               | Hebraica y Macabi | —                                  | Lobos Brasília     | —                                  | Guaros de Lara    | —                         |
| 2016/2017 | San Lorenzo        | Bauru                  | Hebraica y Macabi | —                                  | Mogi das Cruzes    | —                                  | Guaros de Lara    | —                         |
| 2017/2018 | San Lorenzo        | Paulistano             | Malvin            | —                                  | Guaros de Lara     | —                                  | San Lorenzo       | —                         |
| 2018/2019 | San Lorenzo        | Flamengo               | Aguada            | —                                  | Franca             | —                                  | San Lorenzo       | —                         |
| 2019/2020 | —                  | —                      | Aguada            | —                                  | Botafogo           | —                                  | —                 | Quimsa                    |
| 2020/2021 | San Lorenzo        | Flamengo               | Biguá             | —                                  | —                  | —                                  | —                 | Flamengo                  |

Algumas competições de 2020 foram suspensas devido à Pandemia de COVID-19.

## Maiores campeões
Champions League Américas
- Quimsa - 1 vez
- Flamengo - 1 vez
- São Paulo - 1 vez

Liga das Américas
- Peñarol de Mar del Plata - 2 vezes
- Guaros de Lara - 2 vezes
- San Lorenzo - 2 vezes
- Lobos Brasília - 1 vez
- Regatas Corrientes - 1 vez
- Pinheiros - 1 vez
- Flamengo - 1 vez
- Bauru - 1 vez

Campeonato Pan Americano de Clubes Campeões
- Franca - 4 vezes
- Rio Claro - 1 vez
- Atenas de Córdoba - 1 vez
- CA Estudiantes (Olavarría) - 1 vez

Liga Sul-Americana
- Atenas de Córdoba - 3 vezes
- Lobos Brasília - 3 vezes
- Libertad Sunchales - 2 vezes
- Regatas Corrientes - 2 vezes
- Vasco da Gama - 2 vezes

Campeonato Sul-Americano de Clubes Campeões
- Sirio - 8 vezes[6]
- Franca - 6 vezes
- Boca Juniors - 3 vezes
- Ferro Carril Oeste - 3 vezes
- Trotamundos - 3 vezes

Campeonato Argentino
- Atenas de Córdoba - 9 vezes
- Peñarol de Mar del Plata - 5 vezes
- San Lorenzo - 5 vezes
- Boca Juniors - 3 vezes
- Ferro Carril Oeste - 3 vezes

Campeonato Brasileiro
- Franca - 11 vezes
- Flamengo - 8 vezes
- Sírio - 7 vezes
- Monte Libano - 5 vezes
- Corinthians  - 4 vezes
- Lobos Brasília - 4 vezes

Campeonato Uruguaio
- Defensor - 20 vezes
- Aguada - 10 vezes
- Welcome - 9 vezes
- Cordón - 8 vezes
- Olimpia - 8 vezes

## Campeões Sul-Americanos da Copa Intercontinental FIBA
- Flamengo - 2 vezes
- Sírio - 1 vez
- Obras Sanitarias - 1 vez
- Guaros de Lara - 1 vez